# British Academy Film Awards 1972
Die 25. Verleihung der British Academy Film Awards fand 1972 in London statt. Die Filmpreise der British Academy of Film and Television Arts (BAFTA) wurden in 18 Kategorien verliehen; hinzu kam ein Ehrenpreis. Die Verleihung zeichnete Filme des Jahres 1971 aus.
| Film                   | N  | A |
| ---------------------- | -- | - |
| Der Mittler            | 12 | 4 |
| Sunday, Bloody Sunday  | 8  | 5 |
| Tod in Venedig         | 7  | 4 |
| Taking Off             | 6  | 0 |
| Anatevka               | 3  | 0 |
| Little Big Man         | 3  | 0 |
| Nikolaus und Alexandra | 3  | 0 |
| Sommer ’42             | 2  | 1 |
| Auf leisen Sohlen      | 2  | 0 |
| Der wütende Mond       | 2  | 0 |
| Trixis Wunderland      | 2  | 0 |

## Preisträger und Nominierungen
Mit zwölf Nominierungen galt Joseph Loseys Der Mittler im Vorfeld der Veranstaltung als großer Favorit, erhielt jedoch wie Luchino Viscontis Tod in Venedig nur vier Preise. Gewinner des Abends wurde John Schlesingers Sunday, Bloody Sunday, der bei acht Nominierungen fünf Mal ausgezeichnet wurde. Einer der Verlierer wurde Miloš Formans Taking Off, der bei sechs Nominierungen leer ausging.

### Bester Film
Sunday, Bloody Sunday (Sunday Bloody Sunday) – Regie: John Schlesinger
Der Mittler (The Go-Between) – Regie: Joseph Losey
Taking Off – Regie: Miloš Forman
Tod in Venedig (Morte a Venezia) – Regie: Luchino Visconti

### United Nations Award
Schlacht um Algier (The Battle of Algiers) Regie: Gillo Pontecorvo
Der Hausbesitzer (The Landlord) Regie: Hal Ashby
Joe Hill Regie: Bo Widerberg
Little Big Man Regie: Arthur Penn

### Beste Regie
John Schlesinger – Sunday, Bloody Sunday (Sunday Bloody Sunday) 
Miloš Forman – Taking Off
Joseph Losey – Der Mittler (The Go-Between)
Luchino Visconti – Tod in Venedig (Morte a Venezia)

### Bester Hauptdarsteller
Peter Finch – Sunday, Bloody Sunday (Sunday Bloody Sunday) 
Dirk Bogarde – Tod in Venedig (Morte a Venezia)
Albert Finney – Auf leisen Sohlen (Gumshoe)
Dustin Hoffman – Little Big Man

### Beste Hauptdarstellerin
Glenda Jackson – Sunday, Bloody Sunday (Sunday Bloody Sunday) 
Lynn Carlin – Taking Off
Julie Christie – Der Mittler (The Go-Between)
Jane Fonda – Klute
Nanette Newman – Der wütende Mond (The Raging Moon)

### Bester Nebendarsteller
Edward Fox – Der Mittler (The Go-Between) 
Michael Gough – Der Mittler (The Go-Between)
Ian Hendry – Jack rechnet ab (Get Carter)
John Hurt – John Christie, der Frauenwürger von London (10 Rillington Place)

### Beste Nebendarstellerin
Margaret Leighton – Der Mittler (The Go-Between) 
Jane Asher – Deep End
Georgia Brown – Der wütende Mond (The Raging Moon)
Georgia Engel – Taking Off

### Bester/beste Nachwuchsdarsteller/-in
Dominic Guard – Der Mittler (The Go-Between) 
Gary Grimes – Sommer ’42 (Summer of ’42)
Carrie Snodgress – Tagebuch eines Ehebruchs (Diary of a Mad Housewife)
Janet Suzman – Nikolaus und Alexandra (Nicholas and Alexandra)

### Bestes Drehbuch
Harold Pinter – Der Mittler (The Go-Between) 
Jean-Claude Carrière, Miloš Forman, Juhn Guare, Jon Klein – Taking Off
Penelope Gilliatt – Sunday, Bloody Sunday (Sunday Bloody Sunday)
Neville Smith – Auf leisen Sohlen (Gumshoe)

### Beste Kamera
Pasqualino De Santis – Tod in Venedig (Morte a Venezia) 
Gerry Fisher – Der Mittler (The Go-Between)
Oswald Morris – Anatevka (Fiddler on the Roof)
Billy Williams – Sunday, Bloody Sunday (Sunday Bloody Sunday)

### Bester Schnitt
Richard Marden – Sunday, Bloody Sunday (Sunday Bloody Sunday) 
John Carter – Taking Off
Antony Gibbs – Performance
Antony Gibbs, Robert Lawrence – Anatevka (Fiddler on the Roof)

### Bestes Szenenbild
Ferdinando Scarfiotti – Tod in Venedig (Morte a Venezia) 
John Box –  Nikolaus und Alexandra (Nicholas and Alexandra)
Carmen Dillon – Der Mittler (The Go-Between)
Christine Edzard – Trixis Wunderland (The Tales of Beatrix Potter)

### Beste Kostüme
Piero Tosi –  Tod in Venedig (Morte a Venezia) 
Yvonne Blake, Antonio Castillo – Nikolaus und Alexandra (Nicholas and Alexandra)
Christine Edzard – Trixis Wunderland (The Tales of Beatrix Potter)
John Furniss – Der Mittler (The Go-Between)

### Beste Filmmusik
Michel Legrand – Sommer ’42 (Summer of ’42) 
Charles Dumont – Trafic – Tati im Stossverkehr
John Hammond – Little Big Man
Isaac Hayes – Shaft

### Bester Ton
Giuseppe Muratori, Vittorio Trentino – Tod in Venedig (Morte a Venezia) 
David Campling, Gerry Humphreys, Simon Kaye – Sunday, Bloody Sunday (Sunday Bloody Sunday)
Garth Craven, Peter Handford, Hugh Strain – Der Mittler (The Go-Between)
David Hildyard, Gordon K. McCallum, Les Wiggins – Anatevka (Fiddler on the Roof)

### Bester Kurzfilm
Alaska: The Great Land – Derek Williams
Big Horn – Bill Schmalz
The Long Memory – John Phillips

### Bester Dokumentarfilm
Die Hellstrom Chronik (The Hellstrom Chronicle) – Regie: Walon Green
Death of a Legend – Regie: Bill Mason

### Bester spezialisierter Film
The Savage Voyage – Eric Marquis
A Future For The Past – Peter Bradford
Marine Safety: Don’t Go Down The… – Leonard Lewis

## Academy Fellowship
Freddie Young, britischer Kameramann